# Кянгсепя
Кянгсепя (ест. Kängsepä) — село в Естонії, входить до складу волості Риуге, повіту Вирумаа.